# Castroponce
Castroponce is een gemeente in de Spaanse provincie Valladolid in de regio Castilië en León met een oppervlakte van 25,00 km². Castroponce telt 146 inwoners (1 januari 2016).

## Demografische ontwikkeling
Bron: INE, 1857-2011: volkstellingen